# Dynamo Open Air

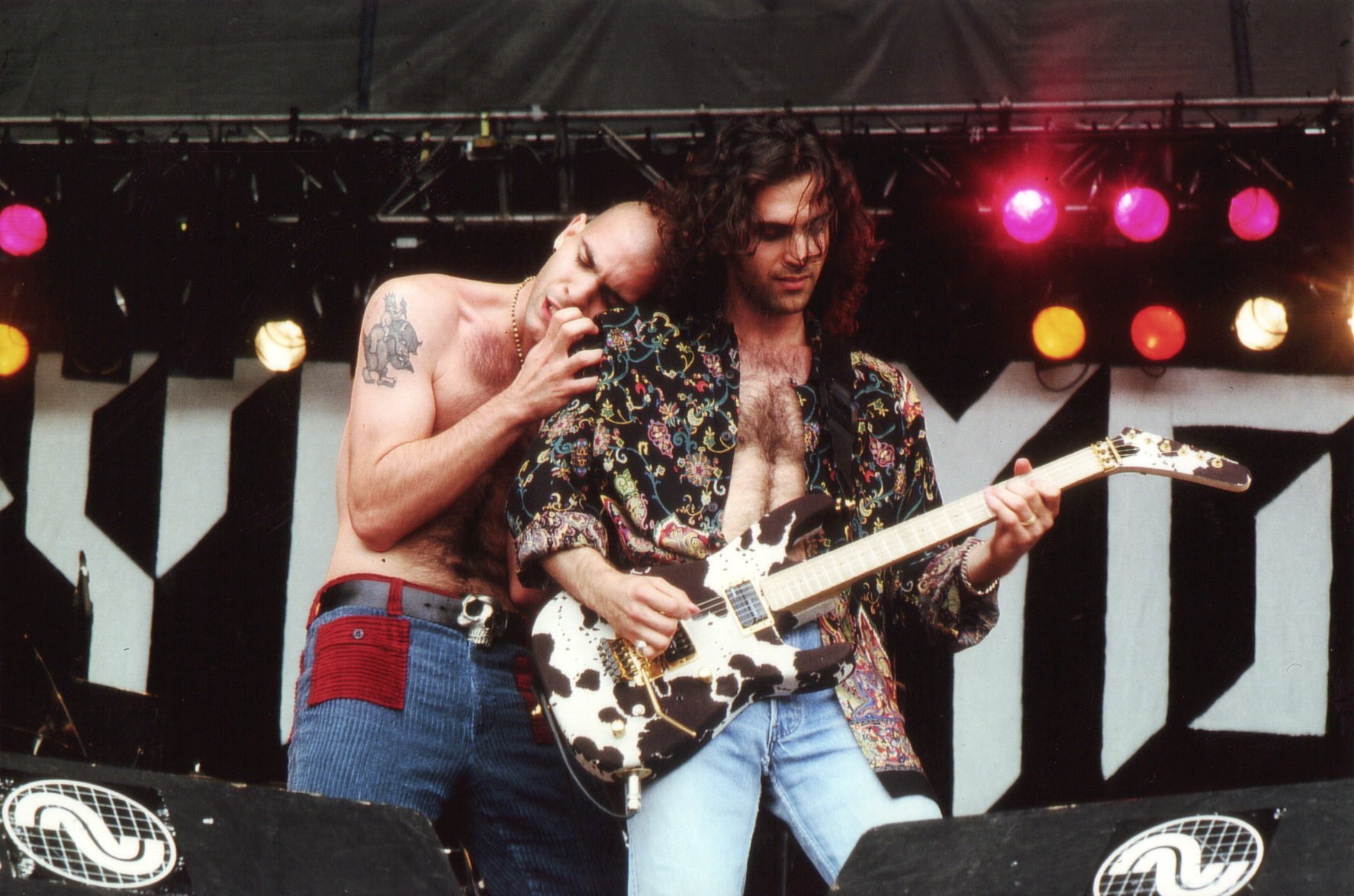
Ahmet y Dweezil Zappa en el Dynamo Open Air Festival - mayo de 1993.

Dynamo Open Air es un festival de heavy metal formado en los Países Bajos, efectuado desde 1986. Originalmente formado para celebrar el quinto aniversario del Dynamo Rock Club en Eindhoven, creció exponencialmente desde este, y de una asistencia de 5 mil personas, ha aumentado a 110 mil asistentes en 1995. Sin embargo, esto causó mucha presión en la infraestructura holandesa, y el festival tuvo que encogerse a un máximo de 60 mil visitantes para 1996. Desde allí fue cuesta abajo, sobre todo porque el festival no podía encontrar una sede permanente. En 1999, el Dynamo Open Air se celebró en un antiguo depósito de chatarra cerca de Eindhoven, y al año siguiente se trasladó a la Goffertpark en Nimega. Esa fue la primera vez que el DOA se celebró fuera de la provincia de Brabante Septentrional, y fue por primera vez en años que el festival tuvo que reducirse hasta sólo un día. Los años anteriores había sido siempre una de dos o tres días del festival.
En mayo de 1998, la banda invitada Death, grabó material de su actuación. Años más tarde, en un esfuerzo para recaudar dinero para pagar el tratamiento de cáncer de Chuck Schuldiner, la grabación fue limitadamente lanzada en octubre de 2001 por Nuclear Blast en formatos de CD y DVD bajo el nombre Live in Eindhoven, dos meses antes de la desaparición definitiva de Schuldiner.
En 2001, la organización pensó que había encontrado un sitio donde el festival podría volver sobre una base anual, cerca de la ciudad de Lichtenvoorde. Sin embargo, la amenaza de la fiebre aftosa causó problemas, y el Dynamo Open Air tuvo que ser cancelado. En 2002, regresó, en el sitio del festival Bospop, pero el 2003 fue otro año sin un festival de Dynamo. Para 2004, el festival volvió a Nimega, en el mismo lugar donde se llevó a cabo en 2000. En 2005, el festival de utilizar el sitio del festival Dauwpop, y el reformado Anthrax dominó el escenario. No hubo fiesta en 2008.
La organización actual del centro juvenil de Dynamo llegó con una idea, para hacer estallar una nueva vida en el festival. en lugar de llamar al Dynamo Open Air Festival, la organización decidió darle otro nombre: Dynamo Outdoor. Fue el primer Dynamo Outdoor el que tuvo entrada liberada. En 2008, el primer festival Dynamo Outdoor se celebró en el centro de Eindhoven, donde bandas como Mad Sin, Anathema y Born From Pain asistieron. El siguiente año en agosto de 2009 el Dynamo Outdoor fue hecho nuevamente en Eindhoven. Bandas como Destine, Stahlzeit, Asphyx, Textures, The Butcher y Municipal Waste asistieron al festival.

## Fechas y Bandas
- 7 de septiembre de 1986: Angel Witch, Battlezone, Chariot, Joshua, Onslaught, Satan, Helloween, Lääz Rockit.
- 8 de junio de 1987: Atomkraft, Destruction, Mad Max, Stryper, Testament, Vengeance.
- 23 de mayo de 1988: Candlemass, Exodus, Lääz Rockit, Paradox, Sabbat, Toxik.
- 15 de mayo de 1989: Armored Saint, Forbidden, Holy Moses, Sacred Reich, Savatage, Sleeze Beez, Fatal Destiny.
- 4 de junio de 1990: Death Angel, Mordred, Sacred Reich, Sepultura, Trouble, Vicious Rumors.
- 20 de mayo de 1991: Armored Saint, Extreme, Ignorance, Metal Church, Morbid Angel, Obituary, Primus, Psychotic Waltz, Saigon Kick.
- 7 de junio de 1992: Love On Ice, Mordred, My Sister's Machine, Paradise Lost, Pestilence, Prong, Rollins Band, Skyclad, The O.
- 29 y 30 de mayo de 1993: Annihilator, Anthrax, Biohazard, Fear Factory, Freak of Nature, Fudge Tunnel, Gorefest, Kong, Mercyful Fate, Mindfunk, Monster Magnet, Nocturnal Rites, Nudeswirl, Suicidal Tendencies, Temple of the Absurd, Trouble, Wool, Z.
- 21 y 22 de mayo de 1994: B-Thong, Clawfinger, Cynic, Danzig, Die Krupps, Forbidden, Gorefest, Jackyl, Kyuss, Last Crack, Life of Agony, Nerve, Pride & Glory, Prong, Sick of It All, Skintrade, Skrew, Skyclad, Sleeze Beez, The O, The Obsessed, Urban Dance Squad, Vicious Rumors.
- 2, 3, y 4 de junio de 1995: 35007, Absconded, Biohazard, Blitz Babies, Brotherhood Foundation, Crash Worship, Dog Eat Dog, Downset, Dub War, Earth Crisis, Eleven Pictures, Fear Factory, Grip Inc., Hate Squad, Horace Pinker, Life of Agony, Machine Head, Madball, Mary Beats Jane, Mental Hippie Blood, Motorpsycho, My Dying Bride, Nailbomb, Nevermore, No Fun At All, NRA, Orange 9mm, Overdose, Paradise Lost, Rape, Rich Kids on LSD, Schweisser, Shihad, Skyclad, Snapcase, Strawman, Sun, Tiamat, Trouble, Type O Negative, Undeclinable Ambuscade, Warrior Soul, Waving Corn.
- 24, 25 y 26 de mayo de 1996: 59 Times the Pain, 7 Zuma 7, Altar, Anathema, Bambix, Channel Zero, CIV, Cooper, Dearly Beheaded, Dog Eat Dog, Down By Law, Drain, Dreamgrinder, Eboman, Frozen Sun, Galactic Cowboys, Gorefest, Gurd, H20, Merauder, Millencolin, Neurosis, NRA, Orphanage, Osdorp Posse & Nembrionic, Pennywise, Pitchshifter, Pro-Pain, Ryker's, Sacred Reich, Satanic Surfers, Savatage, Shelter, Skippies, Skrew, Slapshot, Slayer, Spiritual Beggars, Strung Out, Stuck Mojo, The Exploited, The Gathering, Torque, Unsane, Venom, Voivod, White Devil.
- 16, 17 y 18 de mayo de 1997: $400 Suits, Amorphis, Backfire!, Coal Chamber, Cradle of Filth, Deviates, Dimmu Borgir, Discipline, Entombed, Exodus, Goddess of Desire, Helmet, I Against I, Karma to Burn, Keaton, KoRn, Laberinto, Machine Head , Marilyn Manson, Moonspell, Ni Hao, Occult, Orphanage, Pist. On, Rage, Samael, Satyricon, Secret Discovery, Sentenced, Sick of It All, Skinlab, Slo Burn, Slyce, SNFU, Sundown, Testament, Therion, Thumb, Tiamat, Totenmond, Type O Negative, Vision of Disorder, Voodoo Glow Skulls, Within Temptation.
- 29, 30 y 31 de mayo de 1998: 25 Ta Life, 7 Zuma 7, Agnostic Front, Atrocity, Battery, Better Than a Thousand, Bewitched, Blind Guardian, Bloodlet, Brotherhood Foundation & Hardcore All Stars, Cathedral, Coal Chamber, Cold, Congress, Covenant, Death, Deftones, Dimmu Borgir, Driven, Emperor, Enslaved, Far, Fates Warning, Form, Fu Manchu, Fury of Five, Good Riddance, H2O, Hammerfall, Hard Resistance, Hatebreed, Hed PE, Helloween, Iced Earth, Ignite, Immortal, In Flames, Incubus, Insane Clown Posse, Jane's Detd., Junkie XL, Kreator, Life of Agony, Limp Bizkit(cancelado), Masters of Reality, Maximum Penalty, Misery Loves Co., The Misfits, Oomph!, Orange Goblin, Pantera, Primal Fear, Pro-Pain, Rammstein, Refused, Right Direction, Saxon, Sevendust, sHeavy, Soulfly, Spiritual Beggars, Strapping Young Lad, Stratovarius, Stuck Mojo, Tech-9, Theatre of Tragedy, The Black Symphony, The Hellacopters, Think About Mutation, Tom Angelripper, Transport League, Tura Satana, Ultraspank, Undeclinable Ambuscade, Within Temptation, Zebrahead.
- 21, 22 y 23 de mayo de 1999: 59 Times the Pain, All Out War, Anathema, Ancient Rites, Angra, Apocalyptica, Arch Enemy, Atari Teenage Riot, Biohazard, Black Label Society, Cage, Cold As Life, Cradle of Filth, Cryptopsy, Cubanate, Darkane, De Heideroosjes, Dimmu Borgir, E.Town Concrete, Fatso Jetson, Fear Factory, Gamma Ray, Gluecifer, Goatsnake, God Dethroned, Grip Inc., Hard-Ons, Hypocrisy, In Extremo, Iron Monkey, Labyrinth, Lacuna Coil, Loudness, Madball, Manowar, Marduk, Merauder, Mercyful Fate, Meshuggah, Metallica, Monster Magnet, Murphy's Law, Nashville Pussy, Nebula, Nevermore, Nile, Nocturnal Rites, Oceans of Sadness, One Minute Silence, Out, Overkill, Peter Pan, Pitchshifter, Pulkas, Run Devil Run, Rykeris, Skinlab, Stormtroopers of Death, Sodom, Space Age Playboys, Spineshank, Static-X, System of a Down, The Gathering, The Haunted, Therion con orquesta, Trail of Tears, Troopers, Unida, Unjust, Violation of Trust, Zeke.
- 3 de junio de 2000: Destruction, Engine, Immortal, Iron Maiden, Kittie, KoRn, Mayhem, Methods of Mayhem, P.O.D., Sentenced, Slipknot, Spiritual Beggars, Suicidal Tendencies, Testament, The Kovenant, Zeke.
- 14 de julio de 2002: Autumn, Biohazard, Children of Bodom, Dead Soul Tribe, Death Angel, Dropkick Murphys, Finntroll, Hermano, Opeth, Pain of Salvation, Peter Pan, Soulfly, Strapping Young Lad, Within Temptation, Zimmers Hole.
- 5 de junio de 2004: After Forever, Agent Steel, Children of Bodom, Deicide, Dimmu Borgir, Ill Niño, Life of Agony, Mastodon, Nightwish, Oomph!, Shadows Fall, Slayer, Soulfly.
- 7 de mayo de 2005: 3 Inches of Blood, Anthrax, Evergrey, Gorefest, Jon Oliva's Pain, Lääz Rockit, Masterplan, Mercenary, Obituary, Still Remains, Testament, Trivium.

- Datos: Q1269104